# Попутчик (фильм, 1953)

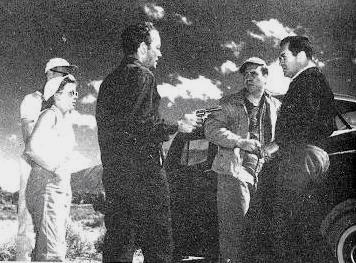

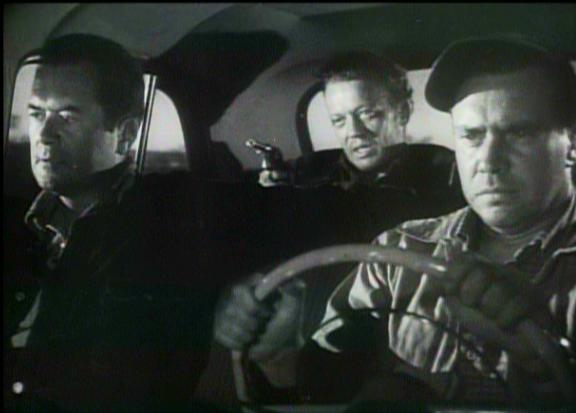

«Попутчик» (англ. The Hitch-Hiker) — американский художественный фильм в жанре нуар, поставленный Айдой Лупино в 1953 году. Сценарий написан по сюжету Дэниела Мэйнуоринга, находившегося в то время в чёрном списке и поэтому не указанного в титрах.

## Сюжет
Двое друзей, Рой Коллинс и Гилберт Боуэн, едущие на рыбалку в Мексику, подбирают попутчика по имени Эмметт Майерс, оказывающегося серийным убийцей-психопатом.

## В ролях
- Эдмонд О’Брайен — Рой Коллинс
- Фрэнк Лавджой — Гилберт Боуэн
- Уильям Тэлман — Эмметт Майерс

## Работа над фильмом
Сюжет основан на подлинной истории. В 1950 году в Калифорнии Билли Кук убил семью из пяти человек и коммивояжёра, затем взял в заложники двух геологов и отправился с ними в Мексику. Кук был арестован мексиканской полицией (геологи не пострадали), экстрадирован в США и осуждён. 12 декабря 1952 года Кук был казнён в газовой камере в Сан-Квентине.
Съёмки начались 24 июня 1952 года и завершились в конце июля.
Натурные съёмки проходили в Калифорнии — в Алабама-Хиллз близ Лоун-Пайн и в Биг-Пайн. Рабочие названия фильма — «Различие» (англ. The Difference) и «Увещеватель» (англ. The Persuader).
Айда Лупино, будучи признанной актрисой, впервые выступила в качестве режиссёра, когда Элмер Клифтон не смог по болезни закончить фильм на студии «Filmways», основанной Лупино и её мужем Коллиером Янгом. Лупино продолжила режиссёрскую карьеру, до «Попутчика» сняв четыре «женских» фильма с социальной тематикой.
Лупино взяла интервью у геологов, бывших заложниками Кука, а также получила у них и у Кука разрешения на использование реальных событий в сценарии. Чтобы пройти цензуру, ей пришлось сократить количество смертей до трёх.
Премьера состоялась в Бостоне 20 марта 1953 года.

## Признание
Несмотря на то, что сюжет был сочтён предсказуемым, постановка, работа актёров и натурные съёмки получили высокую оценку: «…скалистая, пыльная мексиканская пустошь, избранная местом действия, добавляет графический оттенок к беспомощности жертв».
В 1998 году фильм был включён в Национальный реестр фильмов.